# Mascherina in tessuto

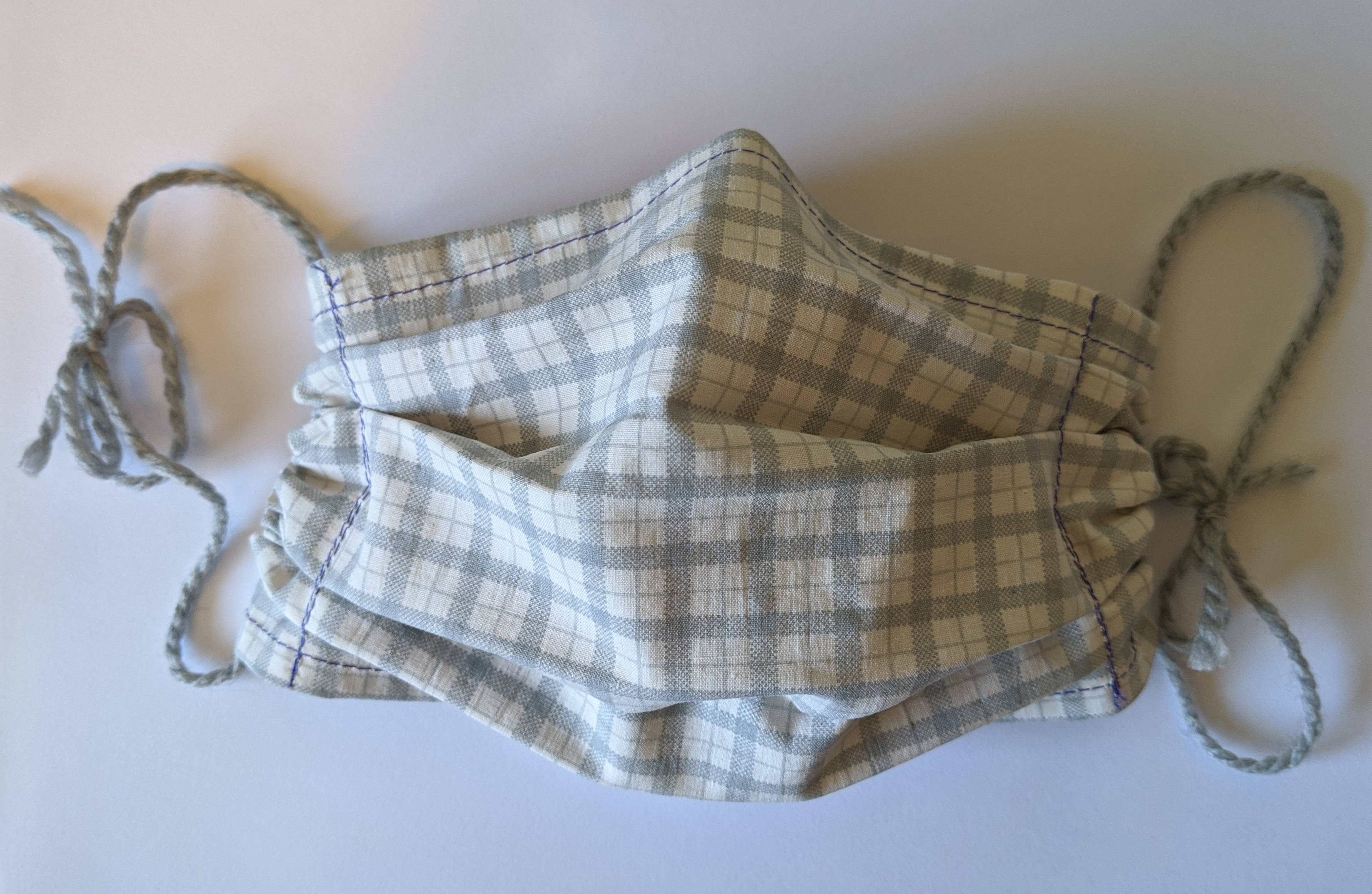
Mascherina in tessuto "fai da te"

Una mascherina in tessuto è una maschera protettiva prodotta con tessuti comuni, di solito cotone, indossata sopra la bocca e il naso. Furono usate abitualmente dagli operatori sanitari dalla fine del XIX secolo fino alla metà del XX secolo; negli anni '60 caddero in disuso nel mondo sviluppato a favore delle moderne maschere chirurgiche, ma il loro uso è persistito nei paesi in via di sviluppo, anche per un utilizzo generale di prevenzione sanitaria o di protezione dall'inquinamento atmosferico; sono per questo anche dette mascherine di comunità.
A differenza delle maschere chirurgiche, delle maschere FFP e dei respiratori, le maschere in tessuto non sono soggette a regolamentazione e, attualmente, non sono disponibili ricerche o indicazioni sulla loro efficacia come misura di protezione contro la trasmissione di malattie infettive o l'inquinamento da particolato.
Durante la pandemia di coronavirus del 2019-2021, il loro uso nei paesi sviluppati è stato ripreso come ultima risorsa a causa della carenza di maschere chirurgiche e respiratori.

## Caratteristiche
Le maschere riutilizzabili in tessuto sono utilizzate principalmente nei paesi in via di sviluppo e in particolare in Asia. Sono differenti dalle maschere chirurgiche, maschere FFP e dai respiratori, che sono realizzati in tessuto non tessuto formato attraverso un processo di soffiaggio e sono controllati per la loro efficacia.
Come le maschere chirurgiche, e a differenza dei respiratori, le maschere in tessuto non forniscono un'adesione perfetta intorno al viso.
Diversi tipi di maschere in tessuto sono disponibili in commercio, specialmente in Asia. Le maschere fatte in casa possono anche essere improvvisate, usando bandane, magliette, fazzoletti, sciarpe o asciugamani.

## Storia
Il primo uso registrato di una maschera di stoffa fu fatto dal chirurgo francese Paul Berger nel 1897, durante un'operazione chirurgica a Parigi.
Le maschere sono state utilizzate per proteggere dalle malattie infettive all'inizio del XX secolo. Un progetto di Lien-teh Wu, che lavorò per la corte imperiale cinese nell'autunno del 1910 durante uno scoppio di peste bubbonica, fu il primo a proteggere i malati dai batteri in un test empirico; ciò ispirò le maschere usate durante la pandemia di influenza spagnola del 1918. Il primo studio sull'uso delle maschere da parte degli operatori sanitari ebbe luogo nel medesimo anno.

### Influenza spagnola
Nel mese di ottobre del 1918 arrivarono le prime misure stringenti di sicurezza a causa di un periodo drammatico per contagiati e morti. Queste misure comprendevano anche l'utilizzo della mascherina, senza essere obbligata. Le normative apparvero principalmente negli stati occidentali. Negli Stati Uniti, i funzionari affermarono che le misure anti-influenzali entrate in vigore sarebbero potute diventare un modo per proteggere i militari impegnati nella Grande guerra dal virus. L’Ufficio per la salute pubblica nazionale stampò dei volantini e iniziarono una campagna informativa per invitare la popolazione al suo utilizzo. I volontari della Croce Rossa le cucivano e distribuivano gratuitamente vista la difficoltà a reperirle, consigliando come e quando indossarle. Nella città di San Francisco nacque una lega anti-mascherine, contro l'ordinanza imposti dal dottore William C. Hassler e il Consiglio delle autorità di vigilanza della città.

### Dalla metà del XX secolo
Negli anni '40 del XX secolo, le maschere fatte con la stamigna venivano usate per proteggere gli infermieri dalla tubercolosi.
Le maschere di stoffa furono ampiamente soppiantate negli anni '60 dalle moderne maschere chirurgiche in tessuto non tessuto, sebbene il loro utilizzo sia proseguito nei paesi in via di sviluppo.
Sono state usate in Asia durante l'epidemia di SARS del 2002-2004 e in Africa occidentale durante l'epidemia di Ebola del 2013-2016.
A partire dal 2006, nessuna maschera facciale in tessuto è stata autorizzata dalla Food and Drug Administration degli Stati Uniti per l'uso come maschera chirurgica.

### Pandemia di COVID-19
Nel marzo 2020 il Centers for Disease Control and Prevention (CDC) statunitense ha disposto che, qualora non fosse stato possibile reperire respiratori, maschere FFP o maschere chirurgiche, gli operatori sanitari avrebbero potuto utilizzare come ultima risorsa anche maschere non valutate positivamente e/o approvate dal NIOSH, comprese le maschere in stoffa, pur invitando tuttavia alla massima prudenza nell'effettuare tali scelte. Nell'aprile 2020, il CDC dichiara di indossare rivestimenti facciali di stoffa in ambienti pubblici in cui sono difficili da mantenere altre misure di allontanamento sociale, specialmente in aree di significativa trasmissione basata sulla comunità, a causa dell'importanza della trasmissione da pazienti asintomatici.

## Utilizzo ed efficacia
Le prestazioni delle maschere in tessuto variano notevolmente con la forma, la vestibilità e il tipo di tessuto, nonché la finezza del tessuto e il numero di strati.
In ambito sanitario, vengono utilizzati su pazienti malati come "controllo della sorgente", per ridurre la trasmissione della malattia attraverso goccioline respiratorie, e dagli operatori sanitari quando non sono disponibili maschere chirurgiche e respiratori.
Le maschere in tessuto sono generalmente raccomandate per l'uso soltanto come ultima risorsa, se le scorte di maschere chirurgiche, maschere FFP e respiratori sono esaurite. Sono anche utilizzate dal pubblico in ambienti domestici e comunitari per il senso di protezione percepito contro malattie infettive ed inquinamento atmosferico da particolato.
Dal 2015 non vi sono stati studi clinici randomizzati o indicazioni sull'uso di maschere riutilizzabili in tessuto. La maggior parte delle ricerche erano state condotte all'inizio del XX secolo, prima che diventassero prevalenti le maschere chirurgiche monouso.
Uno studio del 2010 ha scoperto che il 40-90% delle particelle penetrava in una maschera di stoffa.